# 시니어퀸: 58년 개띠 여고동창생
《시니어퀸: 58년 개띠 여고동창생》(Senior Queen)은 2021년 개봉한 대한민국의 드라마 영화이다.

## 출연진

### 주연
- 김선 : 나문희 역
- 고맹의 : 윤정아 역
- 최다형 : 이영애 역
- 임연비 : 장녹수 역
- 이예은 : 고춘자 역
- 박숙명 : 오순옥 역
- 김류경 : 오달래 역
- 유지은 : 김삼순 역
- 호령 : 임미자 역

### 조연
- 정인철 : 하지석 역
- 박노철 : 박노식 역
- 박효근 : 마 노인 역
- 천택근 : 수사반장 역
- 최영일 : 친정부 역
- 박태현 : 차 비서 역

### 단역
- 한미래 : 동네여자 1 역
- 박서영 : 동네여자 2 역
- 박흥열 : 경비 1 역
- 박병열 : 경비 2 역

### 특별출연
- 장기봉 : 총감독 역